# ماجدالينا زدنوفكوفا
ماجدالينا زدنوفكوفا مواليد 17 مايو 1978 في تشيكوسلوفاكيا، هي لاعبة كرة مضرب تشيكية سابقة بدأت مسيرتها كمحترفة سنة 1995، اعتزلت اللعب في 2006. أعلى تصنيف لها في الفردي كان 195. أعلى تصنيف لها في الزوجي كان 189.

## روابط خارجية
- ماجدالينا زدنوفكوفا على موقع رابطة محترفات التنس (الإنجليزية)
- ماجدالينا زدنوفكوفا على موقع الاتحاد الدولي لكرة المضرب (الإنجليزية)
- ماجدالينا زدنوفكوفا على موقع خلاصة التنس.كوم (الإنجليزية)